# 大内塗
大内塗（おおうちぬり）は、山口県山口市に伝えられる伝統工芸品である。
平成元年（1989年）経済産業大臣指定伝統的工芸品に選ばれた。

## 歴史
大内氏全盛の頃、大内盆といわれる漆器が流通したという。
毛利氏の時代に一時期、途絶したことがあったが、文久年間に岩本梅之進が再興を試み明治初期には地方の物産として名を馳せた。
昭和10年には山口大内塗漆器業組合を結成、大内漆器の高級化さらに輸出化を図った。
膳、椀、硯箱、煙草入箱などが主要生産品であった。

## 現在
現在の大内塗は、明治になって再興されたもので、平成元年（1989年）に伝統的工芸品として指定を受けた。朱色の漆を施し、雲形の中に大内菱を金箔で配し、秋の草花を添えて描く点を特徴としている。